# 鮑氏黏盲鰻
鮑氏黏盲鰻，為盲鰻科黏盲鰻屬的其中一種。分布於東南太平洋的加拉巴哥群島海域，為深海底棲魚類，棲息深度在水深512至577公尺，本魚體呈圓柱狀，後半部側扁，體側各有一列黏液孔，可依位置區分為鰓前區、鰓區、鰓肛區及肛後區等四區，總黏液孔76個，前鰓孔9個、鰓孔7個、軀幹孔46-47個, 尾部孔13-14個，臉部大部份白色, 包括嘴與唇觸鬚的基部;其他的觸鬚深色的,偶而有白色的斑點或頂端，眼斑明顯，腹面鰭褶退化的或不存在，尾鰭的鰭褶發展良好，體長可達32.8公分，沒有交配器官，性腺位於腹膜腔內。卵巢位於性腺的前部，睾丸位於性腺的後部。如果性腺的顱部發育，則動物成為雌性；如果性腺的尾部發生分化，則動物成為雄性。如果沒有發展，那麼動物就會變得不育，如果前部和後部都發育，則該動物成為功能性雌雄同體。 然而，雌雄同體被認為是功能性的需要通過更多的生殖研究來驗證。